# Tigertrast
Tigertrast (Zoothera dauma) är en asiatisk tätting i familjen trastar som tidigare ansågs vara samma art som guldtrast.

## Kännetecken

### Utseende
Tigertrasten är en 27–30 cm lång trast. Mestadels varmt olivbrun till beige ovansida och vitaktig undersida med kraftig svart fjällning är diagnostisk. Den är dock mycket lik guldtrasten, men är något mindre, har mer rundade vingar, tolv istället för 14 stjärtpennor och avvikande sång (se nedan). Den är också något mer rödbrun än guldbrun och har grågula, inte rosaröda ben.

### Läte
Sången som avlevereras från en trädtopp skiljer sig tydligt från guldtrastens långsamma och upprepade melankoliska visslingar. Istället består den av en rätt snabb serie abrupta, enkla och fylliga toner, uppblandat med kvitter, gnisslingar och gällare toner. I engelsk litteratur återges den "pur-loo tree-lay, dur-lee dur-lee" eller "drr-drr-chew-you-we-eeee", med en fras upprepad två gånger eller fler, varefter en lång paus följer innan nästa serie. Bland lätena hörs utdragna och ljusa "seeb", "zieh" och "tzeep", mjukare "tsi" och torra, varnande "chuck-chuck".

## Utbredning och systematik
Tigertrast delas här in i tre underarter med följande utbredning:
- Zoothera dauma dauma – västra Himalaya till sydcentrala Kina, norra Indokina och norra Thailand
- Zoothera dauma iriomotensis – ön Iriomote-jima i södra Ryukyuöarna
- Zoothera dauma horsfieldi – bergstrakter på Sumatra, Java, Bali, Lombok och Sumbawa

Systematiken kring arten är omdiskuterad. Fram tills nyligen betraktades guldtrast (Z. aurea) och tigertrast som samma art, med det svenska respektive vetenskapliga namnet guldtrast (Z. dauma). Även ceylontrast (Z. imbricata), amamitrasten (Z. major), den utdöda bonintrasten (Z. terrestris) och nilgiritrast (Z. neilgherriensis) har tidigare förts till dauma. Birdlife International har dock en annorlunda indelning, där dauma inkluderar ceylontrasten, medan iriomotensis, horsfieldi och ceylontrasten förs till aurea.

## Levnadssätt
Tigertrasten återfinns i städsegrön lövskog, ibland i blandskog och barrskog med inslag av rhododendron, upp till 2590 meters höjd, under häckningen ovan 365 meter. Den för ett mycket tillbakadraget liv och födosöker på marken eller lågt i vegetationen på jakt efter ryggradslösa djur som daggmaskar, insekter och deras larver samt sniglar, men även bär. Fågeln häckar mellan april och juni i Himalaya, i norra Thailand i augusti.

## Status
IUCN bedömer hotstatusen endast för dauma och imbricata tillsammans, och kategoriserar denna som livskraftig, men noterar att den tros minska i antal till följd av habitatförstörelse.